# Tour de l'Eurométropole 2018
Il Tour de l'Eurométropole 2018, settantottesima edizione della corsa, valevole come evento dell'UCI Europe Tour 2018 categoria 1.HC, si svolse il 22 settembre 2018 su un percorso di 206 km, con partenza da La Louvière e arrivo a Tournai, in Belgio. La vittoria fu appannaggio del danese Mads Pedersen, che completò il percorso in 4h 57' 08" alla media di 41,60 km/h, precedendo il lussemburghese Jempy Drucker e il belga Oliver Naesen.
Al traguardo di Tournai furono 107 i ciclisti, dei 173 partiti da La Louvière, che portarono a termine la competizione.

## Squadre e corridori partecipanti
| N.      | Cod. | Squadra                      |
| ------- | ---- | ---------------------------- |
| 1-7     | FST  | Team Fortuneo-Samsic         |
| 11-17   | ALM  | AG2R La Mondiale             |
| 21-27   | BMC  | BMC Racing Team              |
| 31-37   | BOH  | Bora-Hansgrohe               |
| 41-47   | GFC  | Groupama-FDJ                 |
| 51-57   | LTS  | Lotto Soudal                 |
| 61-67   | QST  | Quick-Step Floors            |
| 71-77   | DDD  | Team Dimension Data          |
| 81-87   | TLJ  | Team Lotto NL-Jumbo          |
| 91-97   | TFS  | Trek-Segafredo               |
| 101-107 | COF  | Cofidis, Solutions Crédits   |
| 111-117 | DMP  | Delko Marseille Provence KTM |
| 121-127 | TDE  | Direct Énergie               |

| N.      | Cod. | Squadra                       |
| ------- | ---- | ----------------------------- |
| 131-137 | EUS  | Euskadi Basque Country-Murias |
| 141-146 | HBA  | Hagens Berman Axeon           |
| 151-157 | ICA  | Israel Cycling Academy        |
| 161-167 | RNL  | Roompot-Nederlandse Loterij   |
| 171-177 | SVB  | Sport Vlaanderen-Baloise      |
| 181-187 | VWC  | Veranda's Willems-Crelan      |
| 191-197 | VCC  | Vital Concept Cycling Club    |
| 201-207 | WGG  | Wanty-Groupe Gobert           |
| 211-217 | WVA  | WB Aqua Protect Veranclassic  |
| 221-227 | AAS  | AGO-Aqua Service              |
| 231-237 | RLM  | Roubaix Lille Métropole       |
| 241-247 | SEG  | SEG Racing Academy            |

## Ordine d'arrivo (Top 10)
| Pos. | Corridore            | Squadra   | Tempo    |
| ---- | -------------------- | --------- | -------- |
| 1    | Mads Pedersen        | Trek      | 4h57'08" |
| 2    | Jempy Drucker        | BMC       | s.t.     |
| 3    | Oliver Naesen        | AG2R      | s.t.     |
| 4    | Jasper Philipsen     | Hagens    | s.t.     |
| 5    | Tiesj Benoot         | Lotto     | s.t.     |
| 6    | Jonas Rickaert       | Sport Vl. | s.t.     |
| 7    | R. J. van Rensburg   | Dimension | s.t.     |
| 8    | Jan-Willem van Schip | Roompot   | s.t.     |
| 9    | Alex Kirsch          | WB Veran. | s.t.     |
| 10   | Jasper Stuyven       | Trek      | a 8"     |